# Kostenrecht
Das Kostenrecht befasst sich mit den Kosten (regelmäßig Gebühren und Auslagen) für Verwaltungshandeln (Verwaltungskostenrecht), Gerichtshandeln (Gerichtskostenrecht, Prozesskostenrecht) und das Handeln von Bevollmächtigten, insbesondere Rechtsanwälten und Notaren.

## Deutschland

### Verwaltungskostenrecht
Das Verwaltungskostenrecht ist in den Verwaltungskostengesetzen und Kommunalabgabengesetzen der Länder sowie im Bundesgebührengesetz (BGebG) geregelt.
Daneben gibt es noch das Verwaltungsvollstreckungskostenrecht.
Der Aufwand für vorwerfbare Polizeikosten, z. B. Abschleppungen, Fehlalarme, Bombendrohungen, werden dem Verantwortlichen (ggfs. über die Justiz) in Rechnung gestellt.

### Gerichtskostenrecht
Das Gerichtskostenrecht regelt die Kosten eines Gerichtsverfahrens in Deutschland, es findet sich im Gerichtskostengesetz (GKG) sowie in den Gerichts- und Prozessordnungen der verschiedenen Gerichtsbarkeiten.

### Rechtsanwälte und Notare
Gesetzliche Grundlage im Bereich der Freiwilligen Gerichtsbarkeit war zunächst die Kostenordnung (KostO) vom 26. Juli 1957 in der zuletzt am 15. Dezember 2004 geänderten Fassung (BGBl. I 1957, 861, 960).
Am 1. August 2013 ist das 2. Kostenrechtsmodernisierungsgesetz (KostRMoG) in Kraft getreten. Mit Art. 45 Nr. 1 KostRMoG wurde die KostO aufgehoben, Kosten durch die Gerichte in Angelegenheiten der freiwilligen Gerichtsbarkeit und durch die Notare für ihre Amtstätigkeit werden seitdem nur noch nach dem Gerichts- und Notarkostengesetz (§ 1 Abs. 1 GNotKG) erhoben.
Die Vergütung der Rechtsanwälte ist seit dem 1. Juli 2004 im Rechtsanwaltsvergütungsgesetz (RVG) geregelt, das die Bundesrechtsanwaltsgebührenordnung (BRAGO) abgelöst hat.

## Österreich
In Österreich regeln neben den verschiedenen Bestimmungen in den Verfahrensgesetzen zur Frage, wer wem Kosten zu ersetzen hat (z. B. §§ 40 ff ZPO), das Rechtsanwaltstarifgesetz (RATG) samt Normalkostentarif (NKT) und die autonomen Honorarrichtlinien (AHR) die Höhe der Kosten, welche durch die Beiziehung eines Rechtsanwaltes entstehen. In Österreich gilt jedoch das sogenannte „Quota-Litis“-Verbot. Dieser Begriff beschreibt die Vereinbarung zwischen Rechtsanwalt und Vertretenem, dass der Rechtsanwalt im Falle des Prozessgewinns einen Prozentsatz des erstrittenen Betrages erhält.